# B' Katīgoria 2001-2002
L'edizione 2001-2002 della B' Katīgoria vide la vittoria finale del Nea Salamis.

## Formula
Le 14 squadre partecipanti hanno disputato il campionato incontrandosi in due gironi di andata e ritorno, per un totale di 26 giornate. Erano previste tre retrocessioni e tre promozioni.

## Classifica finale
|  |    | Classifica finale       | G  | V  | N | P  | GF | GS | DR  | Punti |
|  | -- | ----------------------- | -- | -- | - | -- | -- | -- | --- | ----- |
|  | 1  | Nea Salamis             | 26 | 21 | 3 | 2  | 95 | 22 | +73 | 66    |
|  | 2  | Digenīs Morphou         | 26 | 18 | 1 | 7  | 61 | 24 | +37 | 54    |
|  | 3  | Arīs Limassol           | 26 | 15 | 4 | 7  | 60 | 44 | +16 | 49    |
|  | 4  | Onīsilos Sōtīra         | 26 | 14 | 3 | 9  | 41 | 38 | +3  | 45    |
|  | 5  | Chalkanoras Idaliou     | 26 | 12 | 4 | 10 | 38 | 34 | +4  | 40    |
|  | 6  | ASIL Lysī               | 26 | 10 | 7 | 9  | 42 | 42 | +0  | 37    |
|  | 7  | Anagennīsī Deryneia     | 26 | 10 | 6 | 10 | 39 | 32 | +6  | 36    |
|  | 8  | Enosi Kokkinotrimithias | 26 | 8  | 8 | 10 | 33 | 39 | -6  | 32    |
|  | 9  | Anagennisi Germasoyias  | 26 | 10 | 4 | 12 | 32 | 46 | -14 | 31    |
|  | 10 | APEP Pitsilia           | 26 | 8  | 7 | 11 | 40 | 58 | -18 | 31    |
|  | 11 | EN ThOΪ Lakatamia       | 26 | 8  | 6 | 12 | 47 | 50 | -3  | 30    |
|  | 12 | Omonia Aradippou        | 26 | 5  | 9 | 12 | 31 | 56 | -25 | 24    |
|  | 13 | AEZ Zakakiou            | 26 | 6  | 6 | 14 | 27 | 55 | -28 | 24    |
|  | 14 | Adonis Idalion          | 26 | 2  | 2 | 22 | 24 | 70 | -46 | 24    |

G = Partite giocate; V = Vittorie; N = Nulle/Pareggi; P = Perse; GF = Goal fatti; GS = Goal subiti; DR = Differenza reti.

### Verdetti
- Nea Salamis, Digenis Morphou e Aris Limassol promossi in Divisione A.
- Omonia Aradippou, AEZ Zakakiou e Adonis Idalion retrocesse in Terza Divisione.